# Ramon Sinkeldam

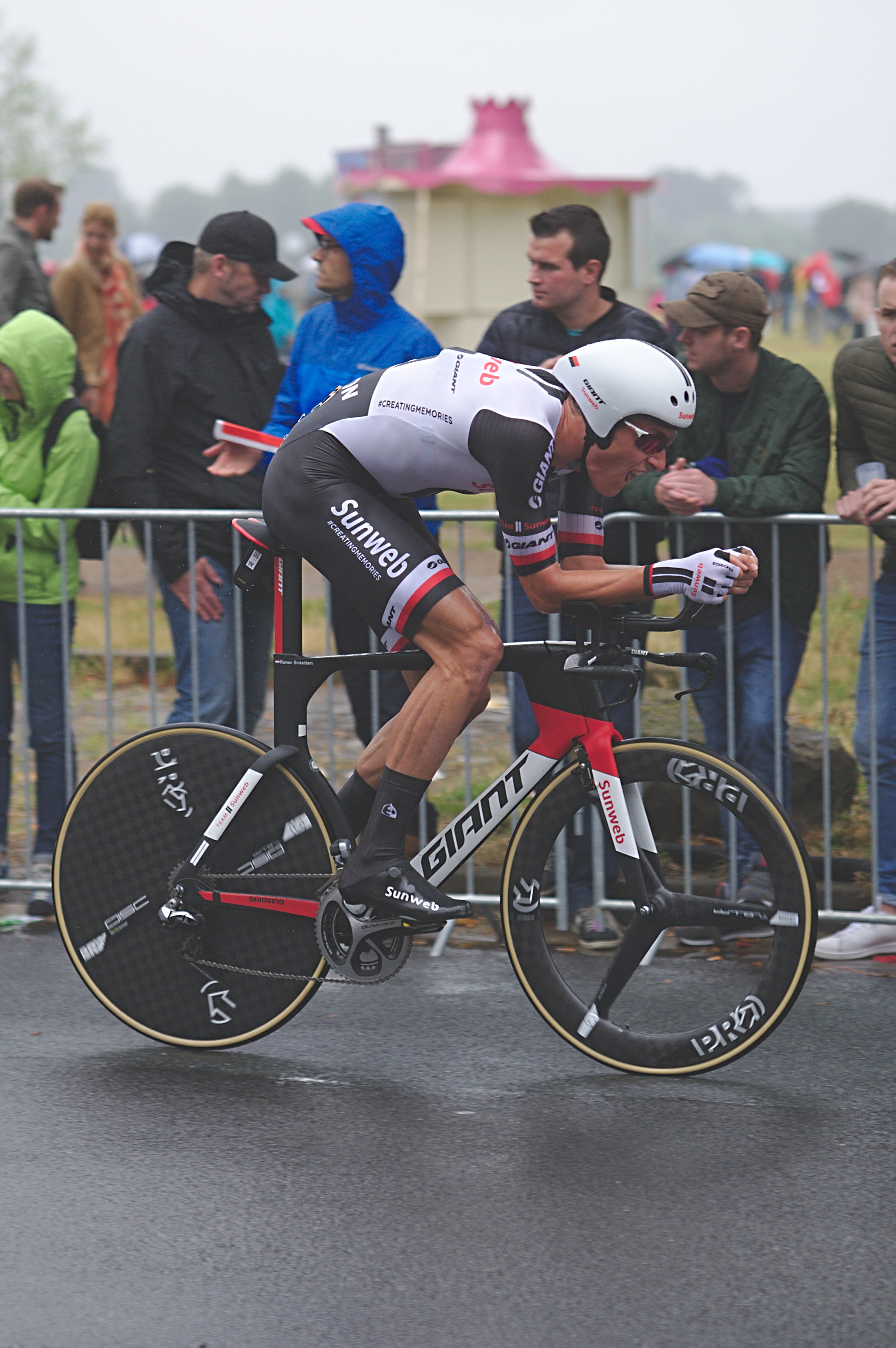
Sinkeldam beim Einzelzeitfahren der Tour de France 2017 in Düsseldorf

Ramon Sinkeldam (* 9. Februar 1989 in Zaandam) ist ein ehemaliger niederländischer Radrennfahrer.

## Sportliche Laufbahn
Als Junior war Ramon Sinkeldam sowohl im Straßenradsport als auch im Cyclocross aktiv. Im Jahr 2006 wurde er Dritter im Straßenrennen der niederländischen Junioren-Meisterschaft. In der nachfolgenden Cross-Saison gewann er mit dem Superprestige-Rennen in Veghel-Eerde sein erstes Cyclocross-Rennen in der Juniorenklasse. Zudem war er in dieser Altersklasse auch beim Krawatencross erfolgreich und wurde niederländischer Junioren-Meister.
Ab dem Jahr 2008 fuhr er für das Rabobank Continental Team, das als Farmteam des Rabobank Cycling Team fungierte. Zugleich stieg er in die Klasse U23 auf und wurde in den Jahren 2009 und 2010 Dritter bzw. Zweiter der niederländischen U23-Cyclocross Meisterschaften. In den nachfolgenden Saisonen verlagerte sich sein Fokus jedoch vermehrt auf den Straßenradsport, wo er im Jahr 2011 erstmals nationaler Meister im Straßenrennen der Klasse U23 wurde. In den beiden vorangegangenen Jahren hatte er jeweils die Silbermedaille gewonnen. Weites gewann er im Jahr 2011 die U23-Ausgabe von Paris–Roubaix, wobei er das Ziel als Solist erreichte.
Im Jahr 2012 erhielt er im Alter von 22 Jahren einen Profivertrag beim niederländischen Argos-Shimano Team. In seiner ersten Saison ging er bei der Flandern-Rundfahrt und bei Paris–Roubaix an den Start und gewann am Ende der Saison zwei Massensprints der Tour of Hainan. Im Jahr 2013 stieg seine Mannschaft zu einem UCI WorldTeam auf, womit er bei allen Rennen der höchsten Serie des Straßenradsports startberechtigt war. Bei den Vier Tagen von Dünkirchen belegte er den dritten Gesamtrang, ehe er sich bei der Ronde van Zeeland nur dem Deutschen André Greipel geschlagen geben musste. Am Ende der Saison gab er sein Grand-Tour-Debüt bei der Vuelta a España 2013, die er jedoch vorzeitig verließ. Im Jahr 2014 gewann er eine Etappe und die Nachwuchswertung der World Ports Classic, ehe er John Degenkolb als Anfahrer bei der Vuelta a España unterstützte. Im Jahr 2015 gewann Ramon Sinkeldam den Velothon Berlin sowie das belgische Eintagesrennen Binche–Chimay–Binche. Zudem gab er sein Debüt bei der Tour de France, die er jedoch nicht zu Ende fuhr. Im Jahr 2016 erzielte er sein bestes Resultat bei den Monumenten des Radsports, als er 15. bei Paris–Roubaix wurde. 2017 wurde Ramon Sinkeldam niederländischer Meister im Straßenrennen. Ende des Jahres startete er bei den niederländischen Bahnmeisterschaften und wurde gemeinsam mit Raymon Kreder Dritter im Zweier-Mannschaftsfahren.
Nach sechs Jahren beim Argos-Shimano Team (später Giant-Shimano, Giant-Alpecin und Sunweb) wechselte Ramon Sinkeldam zur französischen Groupama-FDJ Mannschaft. In seiner ersten Saison gewann er das Eintagesrennen Paris–Chauny und wurde Dritter im Straßenrennen der niederländischen Meisterschaften. Im Jahr 2019 wurde er gemeinsam mit Bauke Mollema, Koen Bouwman, Amy Pieters, Riejanne Markus und Floortje Mackaij Europameister in der Mixed-Staffel.
Mit dem Jahr 2023 wechselte Sinkeldam zur Alpecin-Deceuninck Mannschaft, die um Mathieu van der Poel aufgebaut worden war. Im Jahr 2024 gewann er zum zweiten Mal die Bronzemedaille im Straßenrennen der niederländischen Meisterschaften. Mit Jahresende beendete er im Alter von 35 Jahren seine Karriere.

## Erfolge
| 2011 - Paris–Roubaix (U23) - Niederländischer Meister – Straßenrennen (U23) 2012 - zwei Etappen Tour of Hainan 2014 - eine Etappe und Nachwuchswertung World Ports Classic 2015 - Velothon Berlin - Binche–Chimay–Binche 2017 - Niederländischer Meister – Straßenrennen 2018 - Paris–Chauny 2019 - Europameister – Mixed-Staffel | 2006/2007 - Europameisterschaften (Junioren) - Superprestige, Veghel-Eerde (Junioren) - Niederländischer Meister (Junioren) - Krawatencross (Junioren) |

## Grand-Tour-Platzierungen
| Grand Tour            | 2013 | 2014 | 2015 | 2016 | 2017 | 2018 | 2019 | 2020 | 2021 | 2022 | 2023 | 2024 |
| --------------------- | ---- | ---- | ---- | ---- | ---- | ---- | ---- | ---- | ---- | ---- | ---- | ---- |
| Giro d’ItaliaGiro     | –    | –    | –    | –    | –    | –    | 133  | –    | –    | 132  | DNF  | –    |
| Tour de FranceTour    | –    | –    | DNF  | 143  | 148  | 134  | –    | –    | –    | –    | DNF  | –    |
| Vuelta a EspañaVuelta | DNF  | 136  | –    | –    | –    | –    | –    | –    | 127  | –    | –    | –    |